# 大托諾湖

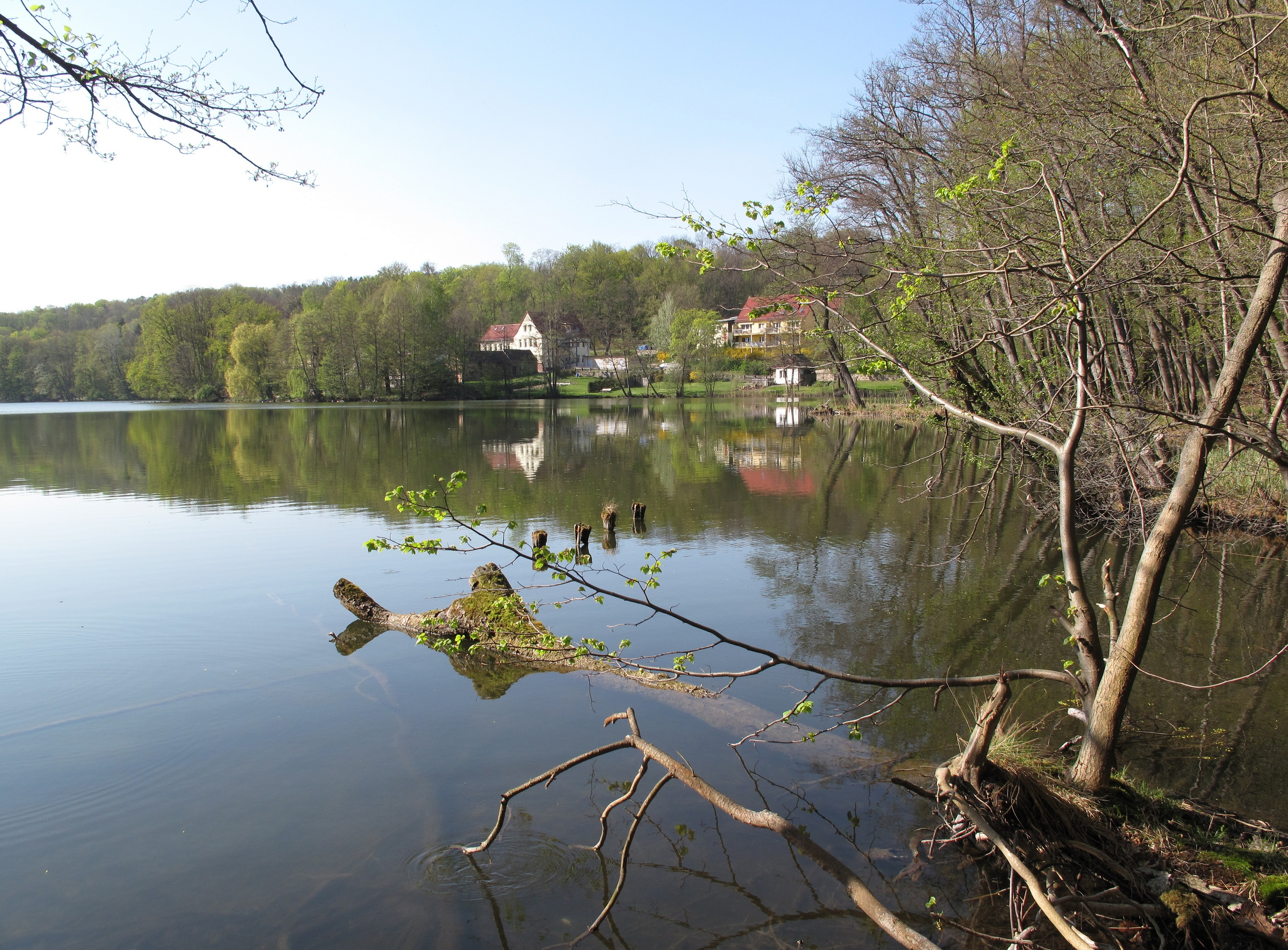

52°34′39.25″N 14°6′9″E / 52.5775694°N 14.10250°E
大托諾湖（德語：Großer Tornowsee），是德國的湖泊，位於該國西南部，由勃蘭登堡州負責管轄，處於梅爾基施-奧得蘭縣，面積0.1平方公里，海拔高度20.7米，最大水深11米。